# La Dent d'Hercule Petitgris
La Dent d'Hercule Petitgris est une nouvelle policière de Maurice Leblanc publiée dans la revue Les Œuvres Libres en décembre 1924.
Elle a été traduite en langue anglaise et publiée par The Popular Magazine (en) le 7 octobre 1926 sous le titre The Overcoat of Arsène Lupin, l'intrigue ayant été modifiée pour inclure le personnage d'Arsène Lupin. Cette seconde version a été retraduite en français et publiée par les éditions Manucius, en 2016, sous le titre Le Pardessus d'Arsène Lupin.

## Résumé
Hercule Petitgris est un enquêteur de police envoyé par le Président du Conseil pour assister un ministre, Jean Rouxval, dans l'élucidation d'un mystère touchant de près l'État et l'armée.